# マイケル・タブ
マイケル・タブ（Michel Tabb、1982年10月29日 - ）は、 アメリカ合衆国出身のプロバスケットボール選手である。ポジションはガードフォワード。

## 来歴
サンノゼ短期大学からIBL、サンノゼ・ラバーズに入団。
その後、ABA、ギャロップ・アウトロウズに移籍した後、IBL復帰。
2008年オフ、浜松・東三河フェニックスと基本合意に至るも契約に至らず。